# Josh Saviano
Joshua David Saviano (ur. 31 marca 1976) – amerykański prawnik, wcześniej aktor grający najlepszego przyjaciela Kevina Arnolda w serialu komediowym Cudowne lata (ang. The Wonder Years).